# 九月の空-KUGATSU NO SORA-
『九月の空 -KUGATSU NO SORA-』（くがつのそら）は、日本のジャズバンドPE'Zの通算5枚目のスタジオ・アルバムである。2002年9月11日発売。発売元は東芝EMI/Virgin Music。

## 概要
初となるフルアルバム。オリコントップ10入り。

## 収録曲
1. Ready! 〜黄色いおうちのエレベーターは緑色〜 [4:35]
作曲：Ohyama "B.M.W" Wataru・ヒイズミマサユ機
2. Mosquito-38 [5:26]
作曲：Ohyama "B.M.W" Wataru
3. Akatsuki [4:29]
作曲：ヒイズミマサユ機
ミニアルバム『Akatsuki』より
4. Let it go [3:53]
作曲：ヒイズミマサユ機
5. 人が夢を見るといふ事 〜Black Skyline〜 [5:23]
作曲：Ohyama "B.M.W" Wataru
6. I'M A SLUGGER [4:04]
作曲：ヒイズミマサユ機
7. Peach 〜Ashihara story〜 (ex.004) [5:26]
作曲：Ohyama "B.M.W" Wataru
8. Song For My Buffalo [3:23]
作曲：ヒイズミマサユ機
9. across you [3:48]
作曲：ヒイズミマサユ機
10. SPIRIT [4:03]
作曲：Ohyama "B.M.W" Wataru
ミニアルバム『Akatsuki』より
11. Amny [4:14]
作曲：Chihiro Onitsuka・ヒイズミマサユ機
12. Hale no sola sita〜LA YELLOW SAMBA〜 [3:39]
作曲：Ohyama "B.M.W" Wataru・ヒイズミマサユ機
1stシングル